# Emmanuelle Claret
Emmanuelle Françoise Georgette Claret (Gap, 30 de octubre de 1968-Besanzón, 11 de mayo de 2013) fue una deportista francesa que compitió en biatlón.
Ganó cinco medallas en el Campeonato Mundial de Biatlón entre los años 1994 y 1996, y una medalla de bronce en el Campeonato Europeo de Biatlón de 1995.
Participó en dos Juegos Olímpicos de Invierno, en los años 1994 y 1998, ocupando el octavo lugar en Nagano 1998, en la prueba por relevos.
Falleció a los 44 años, debido a una leucemia aguda que padecía.

## Palmarés internacional
| Campeonato Mundial | Campeonato Mundial      | Campeonato Mundial | Campeonato Mundial |
| Año                | Lugar                   | Medalla            | Prueba             |
| ------------------ | ----------------------- | ------------------ | ------------------ |
| 1994               | Canmore (Canadá)        | Medalla de bronce  | Equipo             |
| 1995               | Antholz (Italia)        | Medalla de bronce  | Equipo             |
| 1996               | Ruhpolding (Alemania)   | Medalla de oro     | Individual         |
| 1996               | Ruhpolding (Alemania)   | Medalla de plata   | Relevo             |
| 1996               | Ruhpolding (Alemania)   | Medalla de bronce  | Equipo             |
| Campeonato Europeo |                         |                    |                    |
| Año                | Lugar                   | Medalla            | Prueba             |
| 1995               | Grand-Bornand (Francia) | Medalla de bronce  | Individual         |